# Gil Gunderson
Gilbert Gunderson (obvykle označován jen jako Gil) je fiktivní postava z amerického animovaného seriálu Simpsonovi. Jde o neúspěšného a nešťastného podnikatele žijícího ve Springfieldu. Je založen na Jacku Lemmonovi z amerického filmu Konkurenti. V původním znění jej dabuje Dan Castellaneta.

## Biografie
Ve věku šesti let byl Gil najat osmiletým bratrem, který si odpoledne provozoval stánek s limonádu. Do konce dne obchod zkrachoval. Od té doby si Gil nedokázal udržet jedno zaměstnání déle než několik dní. Pracoval v kanceláři Red Blazer Realty již více než dvacet let tím, že prodával svůj vlastní dům. Nakonec byl dům zničen a bez dalších prodejních vyhlídek byl Gil propuštěn.